# 双东镇
双东镇，是中华人民共和国四川省德阳市旌阳区下辖的一个乡镇级行政单位。

## 行政区划
双东镇下辖以下地区：
第一社区、通江社区、清泉村、东潮村、东美村、钱音村、青山村、中兴村、高华强村、龙凤村、翻身村、金锣桥村、龙洞村、钻石村、凯江村、八佛村和凉水村。